# Канищево (Ступинский район)
Канищево — деревня в Ступинском районе Московской области в составе Семёновского сельского поселения (до 2006 года входила в Ивановский сельский округ).

## География
Канищево расположено на западе центральной части района, на р. Заполенке — левом притоке реки Лопасня, высота центра деревни над уровнем моря — 161 м. Ближайшие населённые пункты: Калянино — примерно в 0,9 км на юго-запад, Торбеево — примерно в 0,7 км на восток и Ивановское — около 1,5 км на север.

## История
Впервые в исторических документах упоминается в 1709 году.

## Инфраструктура
На 2015 год в Канищево 1 улица — Песчаная и 2 садовых товарищества.

## Население
| 2002 | 2006 | 2010 |
| ---- | ---- | ---- |
| 16   | ↘8   | ↗14  |